# 2477 Biryukov
A 2477 Biryukov (ideiglenes jelöléssel 1977 PY1) a Naprendszer kisbolygóövében található aszteroida. Nyikolaj Sztyepanovics Csernih fedezte fel 1977. augusztus 14-én.